# Hymenocephalus nesaeae
Hymenocephalus nesaeae es una especie de pez de la familia Macrouridae en el orden de los Gadiformes.

## Hábitat
Es un pez de aguas profundas que vive entre 919-1000 m de profundidad.

## Distribución geográfica
Se encuentra en Vanuatu.